# Premier Manager (serie)
Premier Manager è una serie di videogiochi calcistici pubblicati a partire dal 1992. Inizialmente la serie venne pubblicata dalla Gremlin Interactive e sviluppata dalla Realms of Fantasy. Dopo la chiusura dalla Gremlin Interactive il gioco venne sviluppato e pubblicato da altre società.

## Videogiochi della serie
- Premier Manager è il primo capitolo della serie. Sviluppato per Amiga, Atari ST e MS-DOS. Venne sviluppato dalla Realms of Fantasye pubblicato dalla Gremlin Graphics nel 1992. Il gioco permetteva fino a quattro giocatori di gestire una squadra del campionato di calcio Inglese. Nel 1996 ne venne sviluppata una versione per Sega Mega Drive.
- Premier Manager 2 era molto simile al precedente Premier Manager. Presentato nel 1993 permetteva a due giocatori al massimo di giocare. Vennero incrementate le funzionalità. La versione per Mega Drive di Premier Manager era basata su Premier Manager 2.
- Premier Manager 3 era un raffinamento del precedente Premier Manager 2. Era dotato di una grafica migliore e si potevano personalizzare le squadre. Gremlin Interactive distribuì un editor per poter personalizzare le squadre dei giocatori. Una versione Deluxe venne pubblicata con gli aggiornamenti delle squadre di calcio. Il gioco venne sviluppato per Amiga e MS-DOS.
- Premier Manager 97  è stato il primo episodio non sviluppato dalla Gremlin Interactive. Lo sviluppo venne eseguito dalla Dinamic Software, società nota per la serie PC Fútbol. La gestione delle partite venne basate su PC Premier 5, il giocatore per la prima volta poteva gestire direttamente una squadra di prima divisione senza dover passare per i gironi inferiori.
- Premier Manager 98 è un semplice aggiornamento di Premier Manager 97. Vennero corretti i bug, aggiornate le squadre e poco altro. Il gioco ricevette commenti positivi dalla stampa specializzata e venne presentato per Microsoft Windows e PlayStation nel 1997.
- Premier Manager 64 è un capitolo della serie sviluppato unicamente per Nintendo 64 e pubblicato solo in Europa nel 1999. Il gioco utilizzò il motore grafico di Actua Soccer per mostrare le partite svolte dal giocatore.
- Premier Manager Ninety-Nine venne pubblicato nel 1998 e apportava dei modesti miglioramenti alle precedenti versioni del gioco. Era basato su PC Fútbol 6 e fu l'ultimo capitolo pubblicato dalla Gremlin. Venne pubblicato per Windows e PlayStation.
- Premier Manager 2000 fu il primo capitolo della serie sviluppato e pubblicato dalla Zoo Digital, il nuovo proprietario del marchio Premier Manager. Venne presentato nel 1999 per PlayStation.
- Premier Manager 2002 al 2008. Tra il 2002 e il 2008 vennero presentate sei versioni di Premier Manager da Zoo Digital. Queste si differenziano per minimi cambiamenti grafici, di interfaccia e per gli aggiornamenti annuali delle squadre di calcio. Le versioni vennero sviluppate per Microsoft Windows e per PlayStation 2, tranne la versione 2005 che venne presentata anche per Game Boy Advance. Dato che la versione 2005 includeva tra le squadre ufficiali il Tibet e Hong Kong il gioco venne bandito dalla Cina dal Ministero della Cultura.[1] Premier Manager 08 è stato sviluppato dai Zoo Digital.[2]